# Ingrid Wall
Gun Ingrid Cecilia Wall, ogift Nilsson, född 5 januari 1956 i Trelleborgs församling i dåvarande Malmöhus län, är en svensk journalist och författare samt mor till journalisten Kim Wall.
Ingrid Wall arbetade som journalist vid Trelleborgs Allehanda från 1978 fram till 2000 då hon blev kommunikationschef vid Trelleborgs kommun. Hon har gett ut en rad publikationer, i huvudsak med anknytning till Trelleborg, däribland Varrdens grannaste språg – en handbok i trelleborgska ord, namn och företeelser (2007). Hon är sedan 2017 ordförande i Föreningen Gamla Trelleborg.
Hon var värd för Sommar i P1 den 10 augusti 2018 där hon pratade om sin nära relation till dottern Kim Wall.
Från 1986 fram till hans död 2023 var Ingrid Wall gift med fotografen Joachim Wall (född 1952). Paret är föräldrar till journalisten Kim Wall och har efter mordet på henne 2017 framträtt flera gånger i media.